# Lapin Kulta
Lapin Kulta (på norsk: Laplands guld) er et finsk ølmærke produceret af bryggeriet Hartwall. Øllet findes med forskellig alkoholstyrke og eksporteres til en række lande, herunder Norge.
Lapin Kulta er en lagerøl og forholdsvis lys.

## Links
- lapinkulta.fi
- Oy Hartwall Ab